# Roemenisering

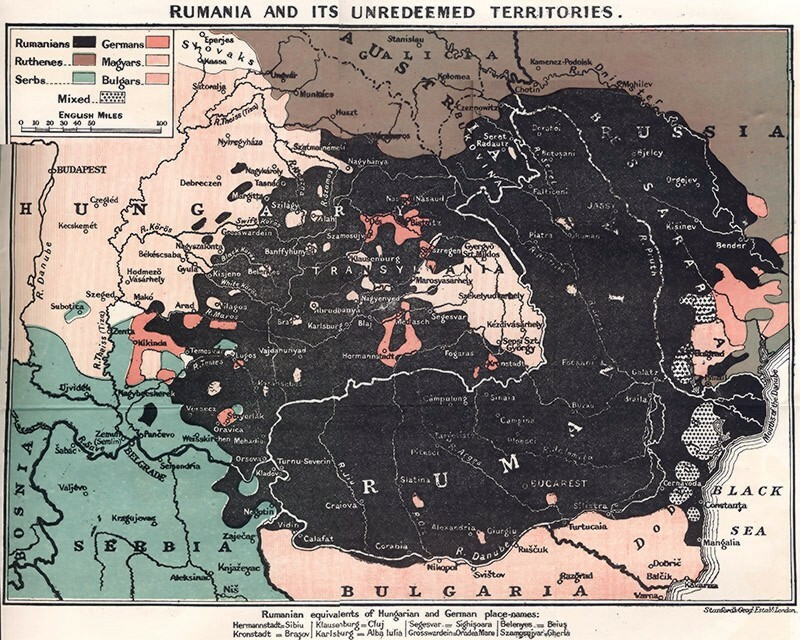
Roemenen in het Koninkrijk Roemenië en omliggende gebieden, voor het uitbreken van de Eerste Wereldoorlog.

Roemenisering is het beleid gericht op etnische assimilatie, uitgevoerd door de Roemeense regering gedurende de 20e en 21 eeuw. De belangrijkste van deze beleidsmaatregelen waren gericht op de Hongaarse minderheid in Roemenië, Joden en de Oekraïense minderheid in Boekovina en Bessarabië.

## Roemenisering van Transsylvanië

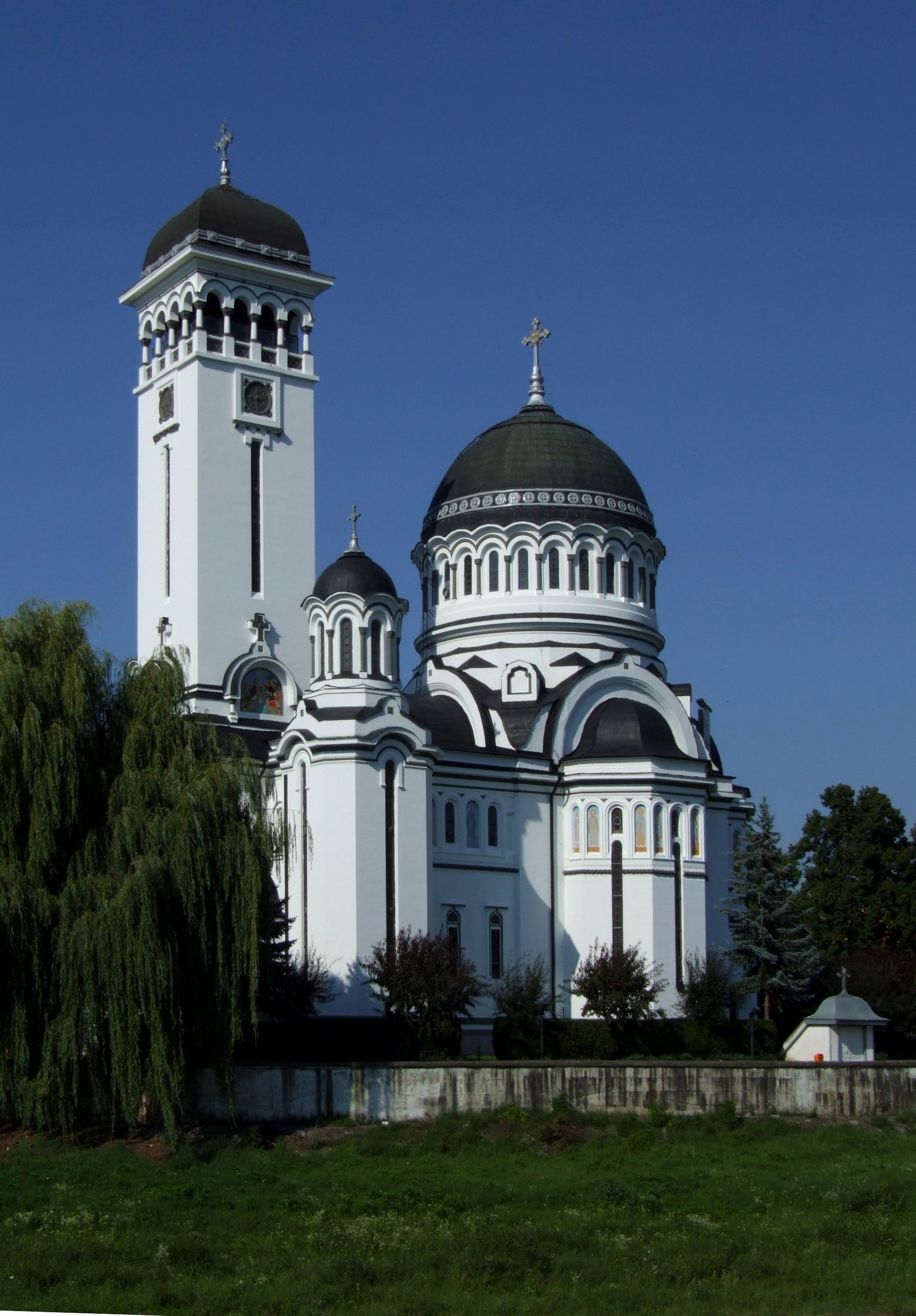
Orthodoxe kerk Sighişoara (1937)

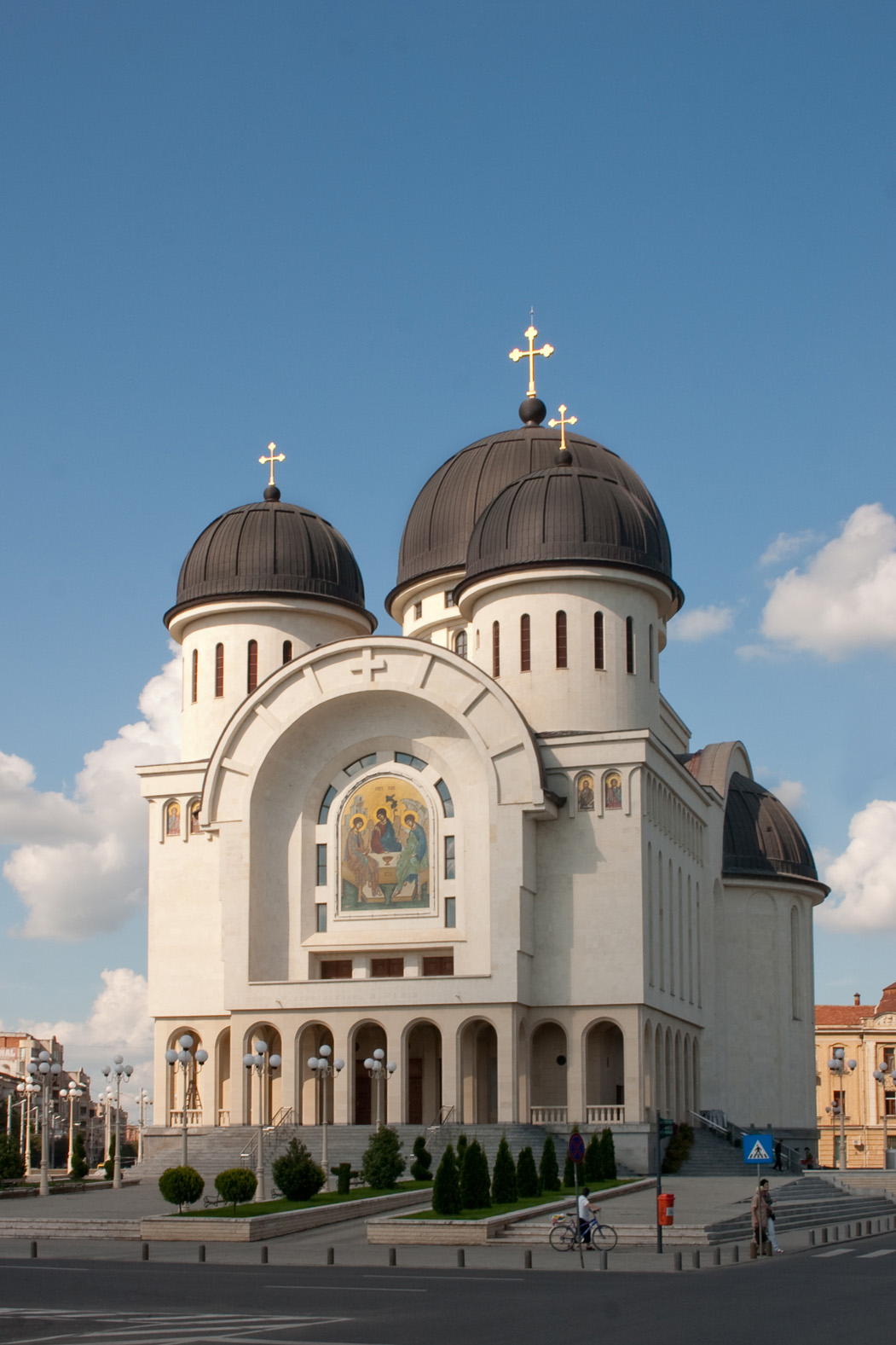
Roemeense Kathedraal in Arad (1991)

De roemenisering van Transsylvanië is het proces waarbij het gebied Transsylvanië na het Verdrag van Trianon in 1920 wordt ontdaan van zijn Hongaarse en Duitse karakter. Tot 1920 was Transsylvanië onderdeel van het Habsburgse Rijk, om precies te zijn het koninkrijk Hongarije.
De Hongaren en Duitstalige Saksen waren met name in de steden van Transsylvanië dominant in aantal. In de loop van een aantal decennia lukte het de Roemeense regering om deze dominantie volledig te laten verdwijnen.
Een heel zichtbaar aspect van de roemenisering is de bouw van Roemeens-orthodoxe kathedralen in de stadscentra van de grote steden in Transsylvanië. Deze gebouwen in Byzantijnse bouwstijl worden vaak op pleinen gebouwd en domineren zo het stadscentra meer dan de oudere rooms-katholieke (Hongaarse of Schwabische), Hongaarse Gereformeerde of Lutherse (Saksische) kerken.
Steden als Cluj-Napoca (Klausenburg of Kolozsvár in het Duits en Hongaars) en Brașov (Kronstadt of Brassó) werden vrijwel volledig Roemeenstalig.

### Etnische samenstelling bevolking Cluj-Napoca[4]
|      | Bevolking | Roemenen aantal | Hongaren aantal en percentage |
| ---- | --------- | --------------- | ----------------------------- |
| 1850 | 19 612    | 4116            | 12 317 (63%)                  |
| 1880 | 32 831    | 5618            | 23 676 (72%)                  |
| 1890 | 37 184    | 5637            | 29 396 (79%)                  |
| 1910 | 62 733    | 8886            | 51 192 (82%)                  |
| 1920 | 85 509    | 29 644          | 42 168 (49%)                  |
| 1930 | 103 840   | 34 029          | 48 271 (46%)                  |
| 1941 | 110 956   | 10 029          | 97 698 (88%)                  |
| 1948 | 117 915   | 47 321          | 67 977 (58%)                  |
| 1956 | 154 723   | 74 623          | 77 839 (50%)                  |
| 1966 | 185 663   | 105 185         | 78 520 (42%)                  |
| 1977 | 262 858   | 173 003         | 86 215 (33%)                  |
| 1992 | 328 602   | 248 572         | 74 871 (23%)                  |
| 2002 | 317 593   | 252 433         | 60 987 (19%)                  |
| 2011 | 309 136   | 250 585         | 49 283 (16%)                  |

### Voorbeeld Roemenisering bevolking van enkele steden
Oradea (Nagyvárad)
1910 - 91,1% Hongaars, 1977 - 44,1% Hongaars, 2011 - 24,9% Hongaars
Cluj-Napoca (Kolozsvár)
1910 - 82% Hongaars, 1977 - 33% Hongaars, 2011 - 16,4% Hongaars
Târgu Mureș (Marosvásárhely)
1910 - 89,3% Hongaars, 1977 - 63,6% Hongaars, 2011 - 42,8% Hongaars
Brașov (Brassó)
1910 - 43,4% Hongaars, 1977 - 13,6% Hongaars, 2011 - 6,9% Hongaars.

### De Kathedralen van Alba Iulia
De meest in het oog springende roemenisering is zichtbaar in de stad Alba Iulia. Hier liggen de historische rooms-katholieke (Hongaarstalige) kathedraal en de Roemeens-orthodoxe kroningskathedraal naast elkaar.
De laatstgenoemde kathedraal werd speciaal gebouwd voor de kroning van de eerste koning van het nieuwe vergrootte Roemenië na 1920.

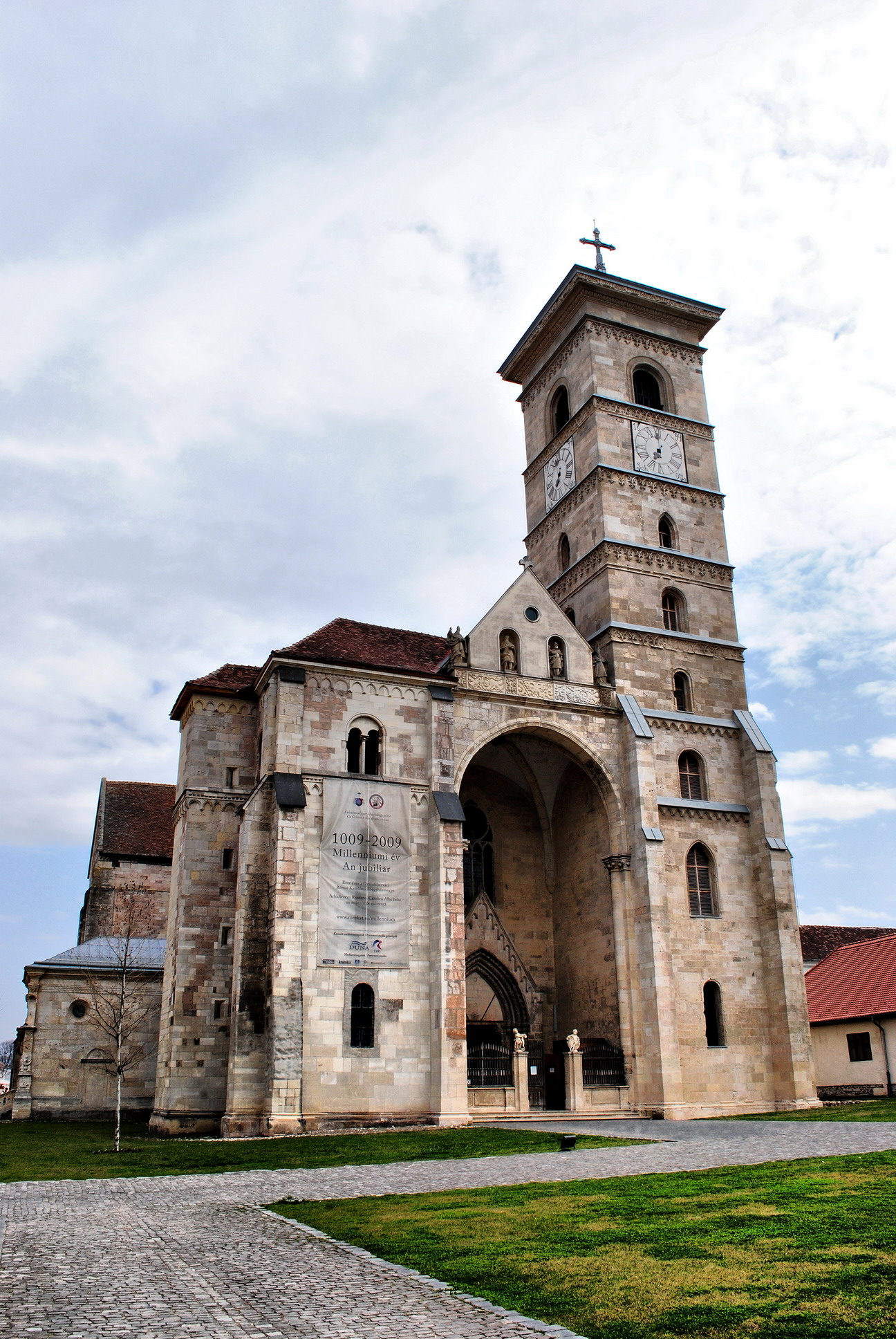
Rooms Katholieke Kathedraal uit de 13e eeuw
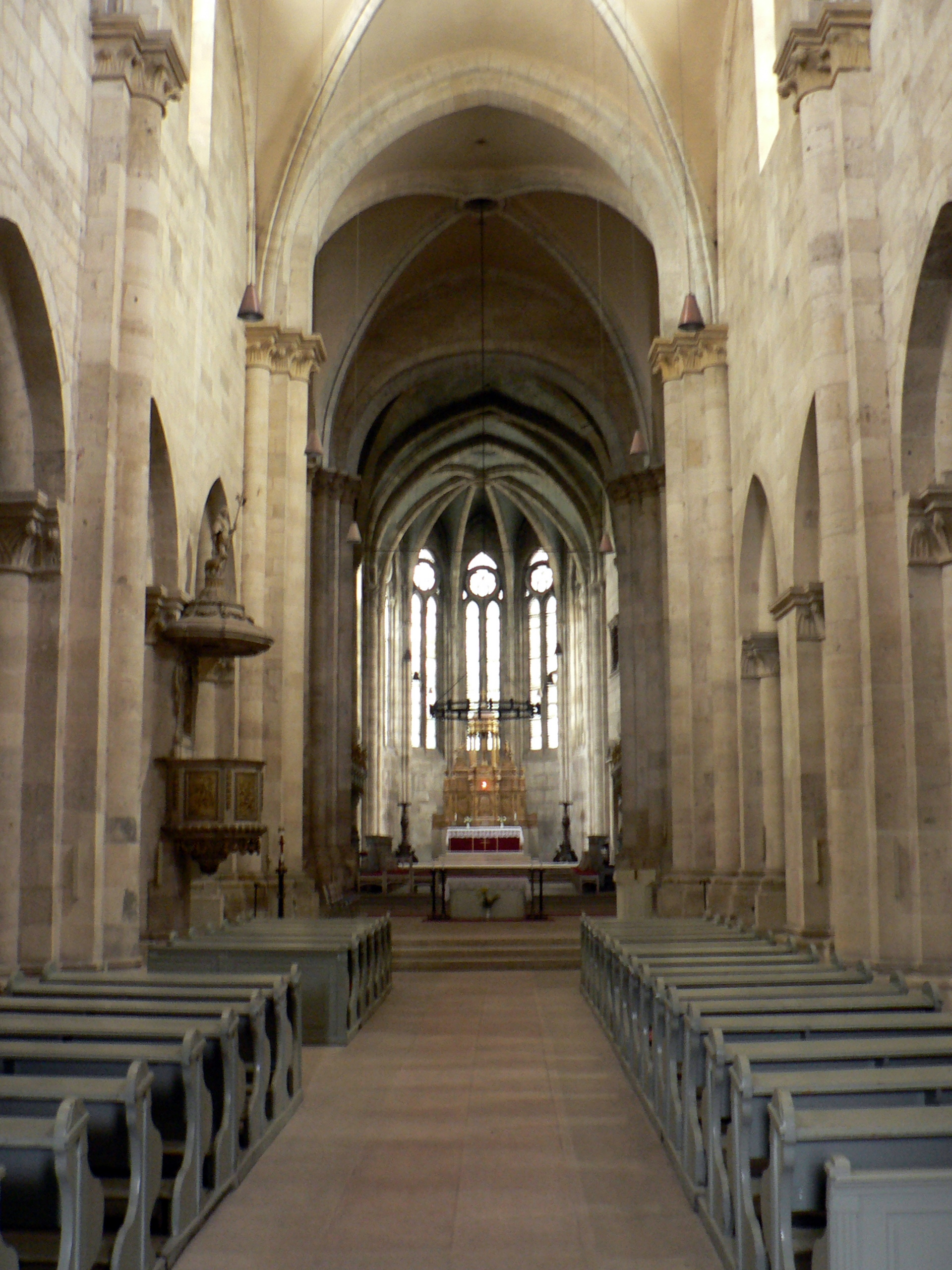
Interieur (13e eeuw)
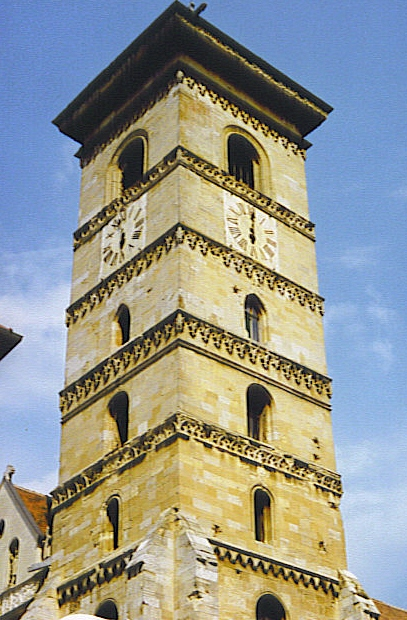
Toren (13e eeuw)
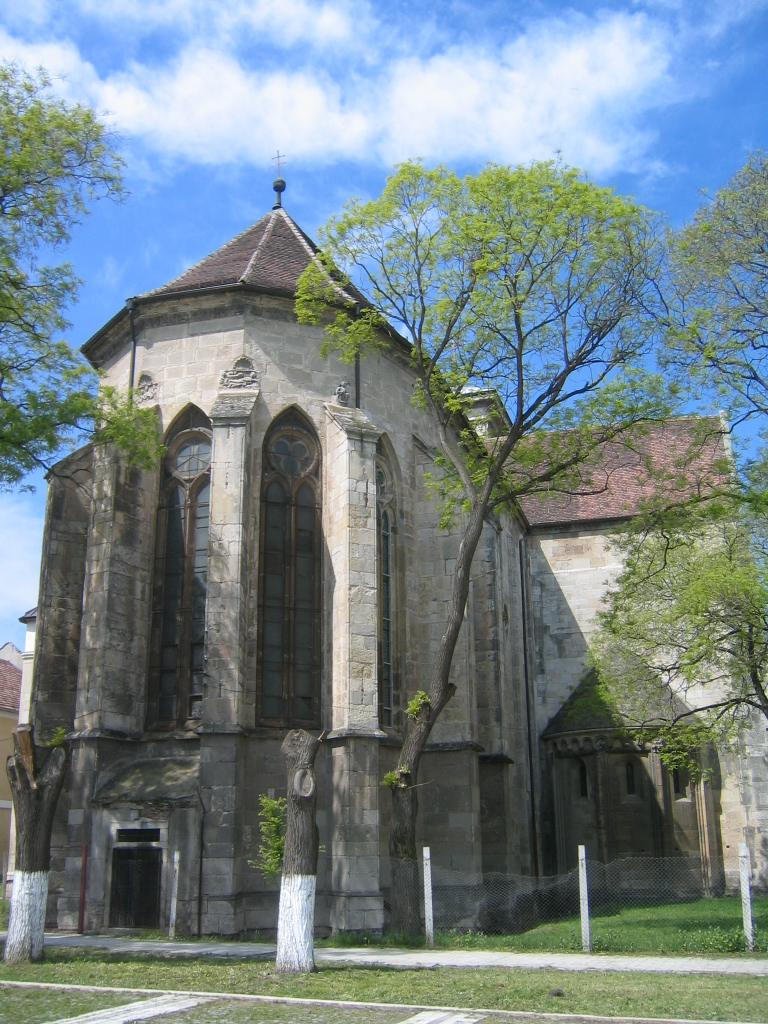
Koor (13e eeuw)
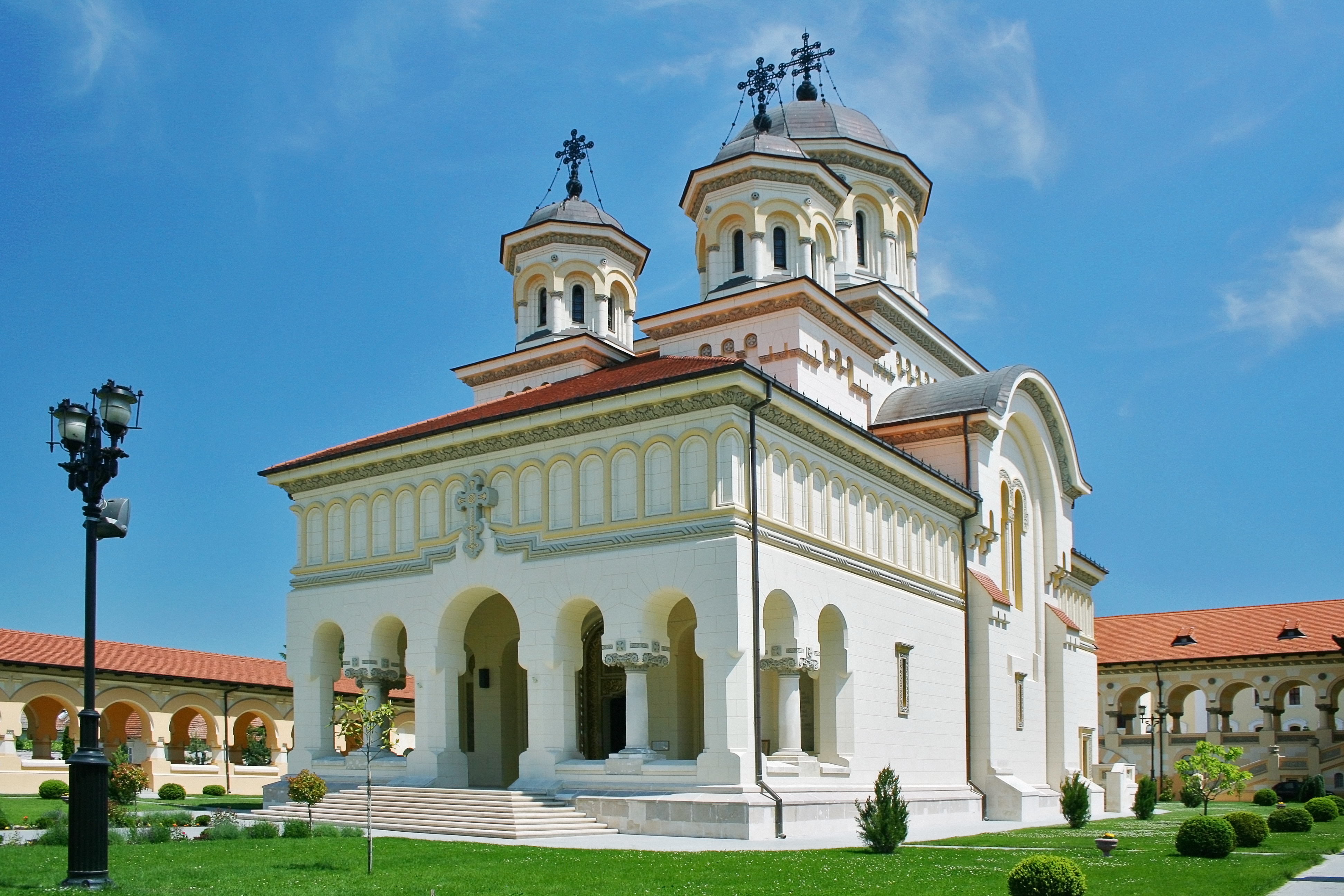
Roemeens Orthodoxe kathedraal gereed in 1924
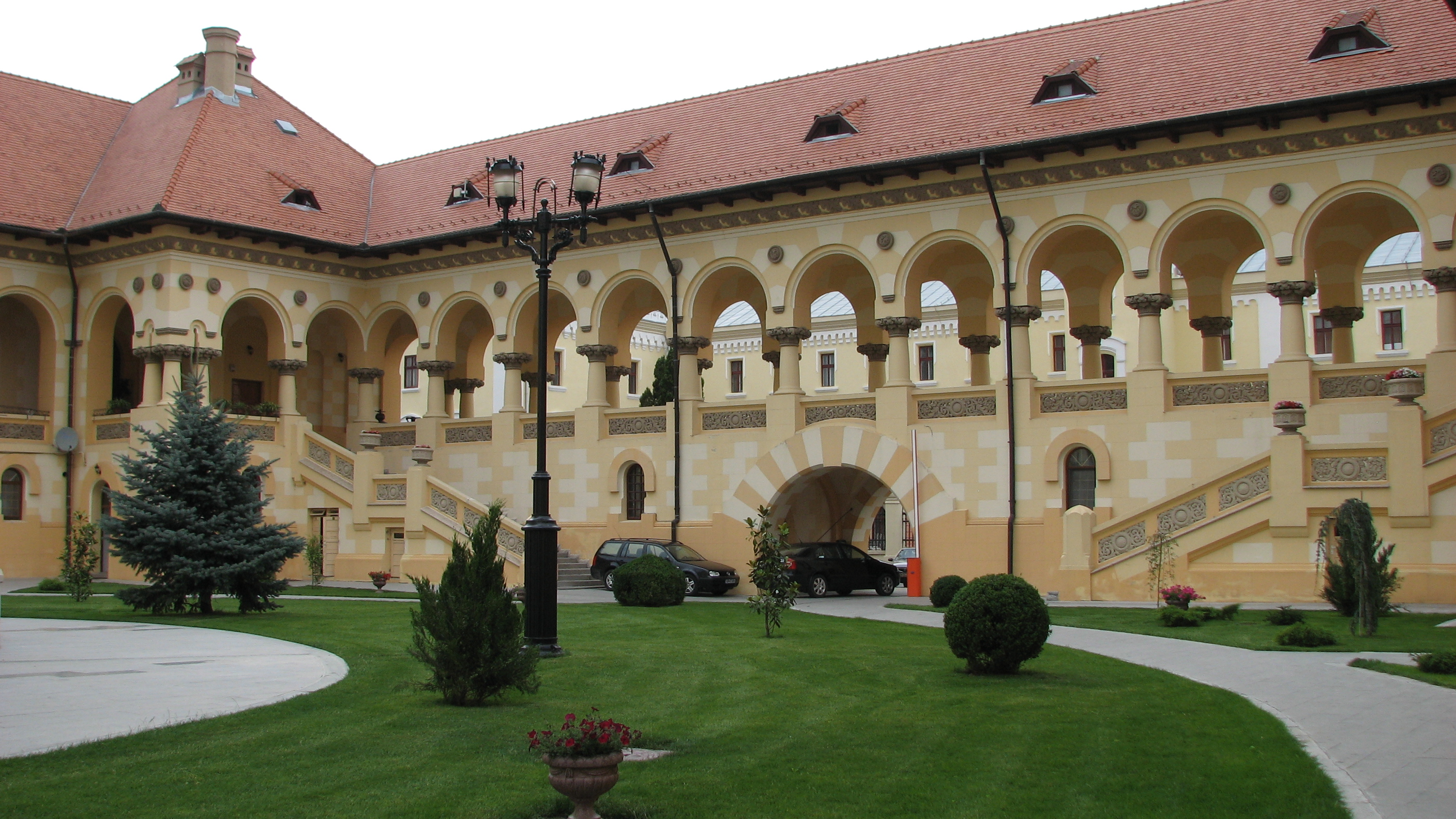
Paviljoen en galerij Orthodoxe kathedraal (1924)